# Rovaniemi (stacja kolejowa)
Rovaniemi – stacja kolejowa w Rovaniemi, w Finlandii.

## Obsługa pasażerów
Kasy biletowe, automaty biletowe, perony dostępne dla wózków inwalidzkich, restauracja, parking samochodowy, parking rowerowy, taxi, przystanek autobusowy.

## Historia
Linię ze strony południowej otwarto w roku 1909, w 1934 zbudowano odcinek na północ do Kemijärvi, który zelektryfikowano w roku 2014.